# Rami Bladlav
Rami Bladlav (svenskt uttal: [ˈramɪ blɑːdlɑːv]), även känd som Rami Aziz inom MMA-sammanhang, är en svensk fridykare och före detta professionell MMA-utövare. Han föddes den 1 september 1991 och har varit aktiv inom båda dessa idrotter under flera år.
Rami är guldmedaljör i svenska mästerskapen i fridykning 2021 och 2022. Han satte svenskt och nordiskt rekord i statiskt apnea första gången på svenska mästerskapet i fridykning 2021. Hans rekordtid idag är 10 minuter och 3 sekunder som sattes i Lundbybadet i Göteborg den 18 december 2022.
Rami deltog i Talang 2023, där han genomförde en uppvisning av sin förmåga att hålla andan i 8 minuter. Sedan mars 2023 är Rami även förbundskapten för svenska fridykningslandslaget.

## MMA-Karriär
Rami Bladlav började sin amatörkarriär inom boxning, thaiboxning, grappling och amatör-MMA under tre år innan han proffsdebuterade år 2009, 18 år gammal, i den svenska MMA-organisationen The Zone FC i Göteborg. I hans debutmatch, bröt Rami armbågen efter en nedtagning som hans motståndare från Litauen Laimonas Stancikas lyckades göra i slutet av den andra ronden. Han återvände till den professionella arenan efter ett och ett halvt år och säkrade sin första professionella seger genom att besegra svensken Johan Sjölin via enhälligt domslut i organisationen Vision FC i Karlstad.
Rami Bladlav fortsatte sin professionella karriär i MMA och hans första internationella match skedde den 14 december 2013 mot finländaren Jaakko Väyrynen i Salo, Finland. Han vann matchen via enhälligt domslut och det var ett viktigt steg i hans karriär och visade hans förmåga att prestera på en internationell nivå. Detta ökade hans erfarenhet och kompetens som MMA-fighter och hjälpte honom att etablera sig som en av de ledande MMA-utövarna i Sverige.
Rami Bladlav har en bred karriär inom kampsport. Han anslöt sig till den jordanska MMA-organisationen Desert Force FC i april 2014 och hade fyra matcher med dem, med tre segrar och en förlust. Han fortsatte sedan sin karriär i den internationella organisationen Brave CF i augusti 2016, där han förlorade sin första match mot tidigare fjäderviktsmästaren Abdul Kareem Al Selwady. Efter ett tre år långt uppehåll återvände han till oktagonen och deltog för organisationen UAE Warriors 5 juli 2019 i Abu Dhabi där han förlorade mot brasilianaren Bruno Azeredo via TKO i första ronden.
Rami är också en erfaren grappling-utövare och representerade Sverige vid Grappling-VM 2012 i Krakow, Polen där han placerade sig på en 10:e plats i herrar -71 kg. Han har också erövrat två SM-medaljer i Sanshou, fullkontaktsfromen av Kung Fu. Han vann silver år 2011och brons år 2013 i herrar -70 kg.

## Tävlingsfacit MMA
| Resultat | Facit | Motståndare             | Metod                          | Evenemang                      | Datum             | Rond | Tid   | Plats                            |
| -------- | ----- | ----------------------- | ------------------------------ | ------------------------------ | ----------------- | ---- | ----- | -------------------------------- |
| Förlust  | 0-1   | Laimonas Stancikas      | TKO (Skada)                    | The Zone FC - Bushido          | 7 november 2009   | 2    | 04:40 | Göteborg, Sverige                |
| Vinst    | 1-1   | Johan Sjölin            | Domslut (enhälligt)            | Vision FC 2                    | 19 mars 2011      | 3    | 5:00  | Karlstad, Sverige                |
| Förlust  | 1-2   | Frantz Slioa            | Domslut (delat)                | The Zone FC - Demolition       | 6 maj 2012        | 3    | 5:00  | Göteborg, Sverige                |
| Vinst    | 2-2   | Emil Ahlqvist           | Domslut (enhälligt)            | The Zone FC - Survival         | 10 november 2012  | 3    | 5:00  | Göteborg, Sverige                |
| Vinst    | 3-2   | Chresus Mokima          | Submission (basebollstrypning) | CC 10 - Cage Challenge 10      | 1 juni 2013       | 2    | 2:24  | Göteborg, Sverige                |
| Vinst    | 4-2   | Brian Hooi              | Submission (rear-naked)        | The Zone FC - Kamikaze         | 12 oktober 2013   | 2    | 3:37  | Göteborg, Sverige                |
| Vinst    | 5-2   | Jaakko Väyrynen         | Domslut (enhälligt)            | GCE Grand Combat Entertainment | 14 december 2013  | 3    | 5:00  | Salo, Finland                    |
| Vinst    | 6-2   | Lois Cadet              | Domslut (enhälligt)            | Desert Force 12                | 28 april 2014     | 3    | 5.00  | Amman, Jordanien                 |
| Vinst    | 7-2   | Elias Boudegzdame       | Domslut (enhälligt)            | Desert Force 13                | 25 augusti 2014   | 3    | 5.00  | Abu Dhabi, Förenade Arabemiraten |
| Förlust  | 7-3   | Chabane Chaibeddra      | Submission (basebollstrypning) | Desert Force 16                | 23 mars 2015      | 1    | 1:20  | Riyadh, Saudiarabien             |
| Vinst    | 8-3   | Ali Al Qaisi            | Submission (rear-naked)        | Desert Force 20                | 25 januari 2016   | 1    | 3.26  | Dubai, Förenade Arabemiraten     |
| Förlust  | 8-4   | Abdul Kareem Al Selwady | Submission (rear-naked)        | Brave CF 1                     | 23 september 2016 | 1    | 4:30  | Isa Town, Bahrain                |
| Förlust  | 8-5   | Bruno Azeredo           | TKO (slag)                     | UAE Warriors 2                 | 5 juli 2019       | 1    | 3:14  | Abu Dhabi, Förenade Arabemiraten |

## Fridykning
Sedan 2019 tävlar Rami Bladlav i pool-disciplinerna statisk apnea och dynamisk apnea som är grenar inom fridykning. Han representerar klubben Juniordykarna och har deltagit i 2 VM i pool-fridykning. Han kommer att delta i Fridyknings VM i Sydkorea i juni 2023, arrangerat av AIDA i staden Jeju. Med tanke på att Rami blev rankad som nummer två i världen i disciplinen statisk apnea år 2022, anses han vara en av favoriterna i den disciplinen. Som fridykare är Rami känd för sin förmåga att hålla andan under lång tid.

### Rekord

#### Personbästa tävling[17]
| Disciplin | Tid/distans  | Datum      | Plats             | Ackreditering |
| --------- | ------------ | ---------- | ----------------- | ------------- |
| STA       | 10 min 3 sek | 2022-12-18 | Göteborg, Sverige | AIDA          |
| DYN       | 189 meter    | 2019-12-01 | Göteborg, Sverige | AIDA          |
| DYNb      | 178 meter    | 2021-11-13 | Göteborg, Sverige | AIDA          |
| DNF       | 132 meter    | 2021-11-13 | Göteborg, Sverige | AIDA          |

## Andra sporter
Bladlav har tävlat i triathlon och swimrun. Bladlav har tidigare spelat fotboll i GAIS pojkar U16 och som senior i division 5-laget Kaverös BK.